# Malonaqen
Sekhemkare Malonaqen là vua của vương quốc Kush, cai trị trong khoảng năm 555 - 542 TCN, là người kế vị trực tiếp của vua Aramatleqo.

## Tiểu sử
Malonaqen được suy đoán là con của vua Aramatleqo do nhiều kỷ vật được tìm thấy cùng khắc tên của hai người. Mẹ của ông được cho là vương hậu Amanitakaye (Nu.26), một người chị em với Aramatleqo. Vương hậu Tagtal, chủ nhân của ngôi mộ Nu.45, có thể là vợ của ông.
Không rõ mối quan hệ giữa Malonaqen và vua kế vị Analmaye.

## Chứng thực
Không có nhiều thông tin về thời gian cai trị của Malonaqen. Ông chủ yếu được biết qua ngôi mộ Nu.5 của mình và những vật thể khác được tìm thấy tại Kawa và kinh đô Moroe.